# سلطان مراد بختیار
سلطان مراد بختیار (زاده ۱۲۹۰ - درگذشته ؟) سیاست‌مدار و سرمایه‌دار ایرانی بود، که در دوره هجدهم و دوره نوزدهم مجلس شورای ملی ایران بترتیب بعنوان نماینده شهرضا از استان اصفهان و شهرکرد از استان چهارمحال و بختیاری در مجلس شورای ملی حضور داشت. وی فرزند سلطان محمد خان سردار اشجع بود.